# Wincenty Witos

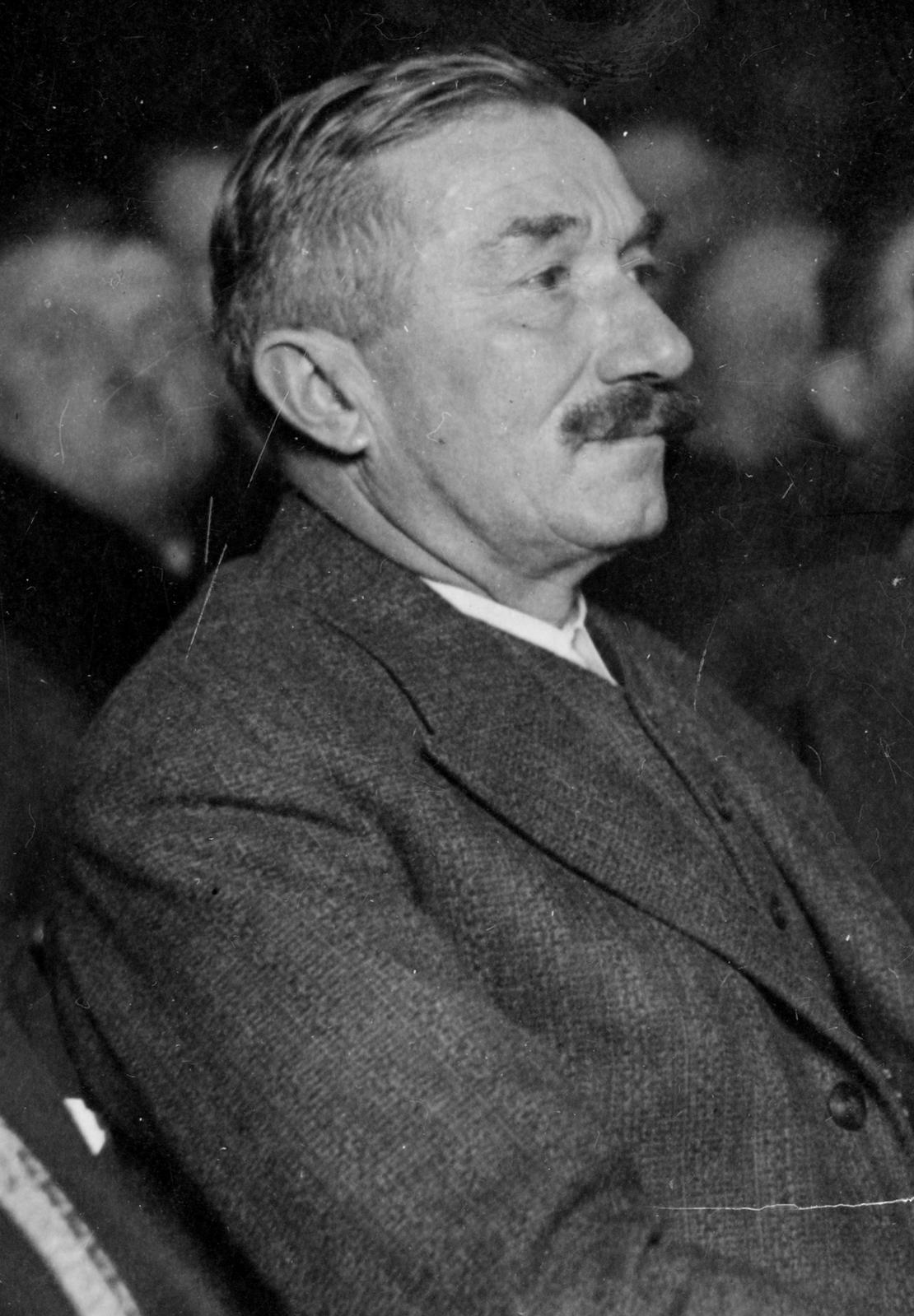
Wicenty Witos en 1932.

Wincenty Witos (22 de enero de 1874 - 31 de octubre de 1945) fue un miembro del Partido Popular Piast (en polaco: Polskie Stronnictwo Ludowe "Piast") y del Partido Campesino Polaco (Polskie Stronnictwo Ludowe o PSL) desde 1895 en la región polaca de Galitzia, bajo dominación del Imperio austrohúngaro. En tal función, fue enviado de su partido al Reichsrat imperial de Viena. Al fundarse la Segunda República Polaca tras la Primera Guerra Mundial, Witos entró al Sejm en el año 1919.
Tras ello, Witos sirvió como primer ministro de Polonia en 1920-1921, en 1923, y finalmente en 1926. En este último periodo su ejercicio duró unos pocos días, pues fue derrocado por el Golpe de Mayo de ese mismo año. Después de este suceso, Witos entró a la oposición contra el régimen Sanacja dentro de una coalición denominada literalmente "Centroizquierda" (en polaco Centrolew) entre 1929 y 1930. Dicha coalición fue perseguida activamente por parte del régimen Sanacja y así Witos fue arrestado, debiendo expatriarse a Checoslovaquia tras su liberación en 1933.
A inicios de 1939 Witos volvió a Polonia pero fue nuevamente arrestado por los nazis tras la Invasión alemana de Polonia de 1939, aunque fue liberado poco después por hallarse muy enfermo. Pese a su débil estado de salud, fue llamado en 1945 para ser vicepresidente del Consejo Nacional de Estado, cuerpo gubernamental auspiciado por la Unión Soviética tras expulsar de Polonia a los alemanes. Sin opciones de relanzar su carrera política por su mala salud, Witos falleció en octubre de 1945. 